# Младићи и девојке 1
„Младићи и девојке 1” је југословенска телевизијска серија снимљена 1968. године у продукцији Телевизије Београд.

## Улоге
| Глумац          | Улога |
| --------------- | ----- |
| Миа Адамовић    |       |
| Бранко Цвејић   |       |
| Љубица Ковић    |       |
| Никола Милић    |       |
| Драган Николић  |       |
| Добрила Стојнић |       |
| Драгољуб Војнов |       |

Комплетна ТВ екипа  ▼
| Редитељ              | Небојша Комадина        |
| Сценариста           | Бојана Андрић           |
| Директор фотографије | Војислав Лукић          |
| Директор фотографије | Александар Радосављевић |
| Директор фотографије | Светозар Стошић         |
| Сценограф            | Дора Душановић          |
| Сценограф            | Драгољуб Лазаревић      |
| Сценограф            | Никола Теодоровић       |
| Костимограф          | Мара Финци              |
| Костимограф          | Јелисавета Гобецки      |